# Zaleops umbrina
Zaleops umbrina är en fjärilsart som beskrevs av Augustus Radcliffe Grote 1883. Zaleops umbrina ingår i släktet Zaleops och familjen nattflyn. Inga underarter finns listade i Catalogue of Life.